# Pyramiden von Plaine Magnien

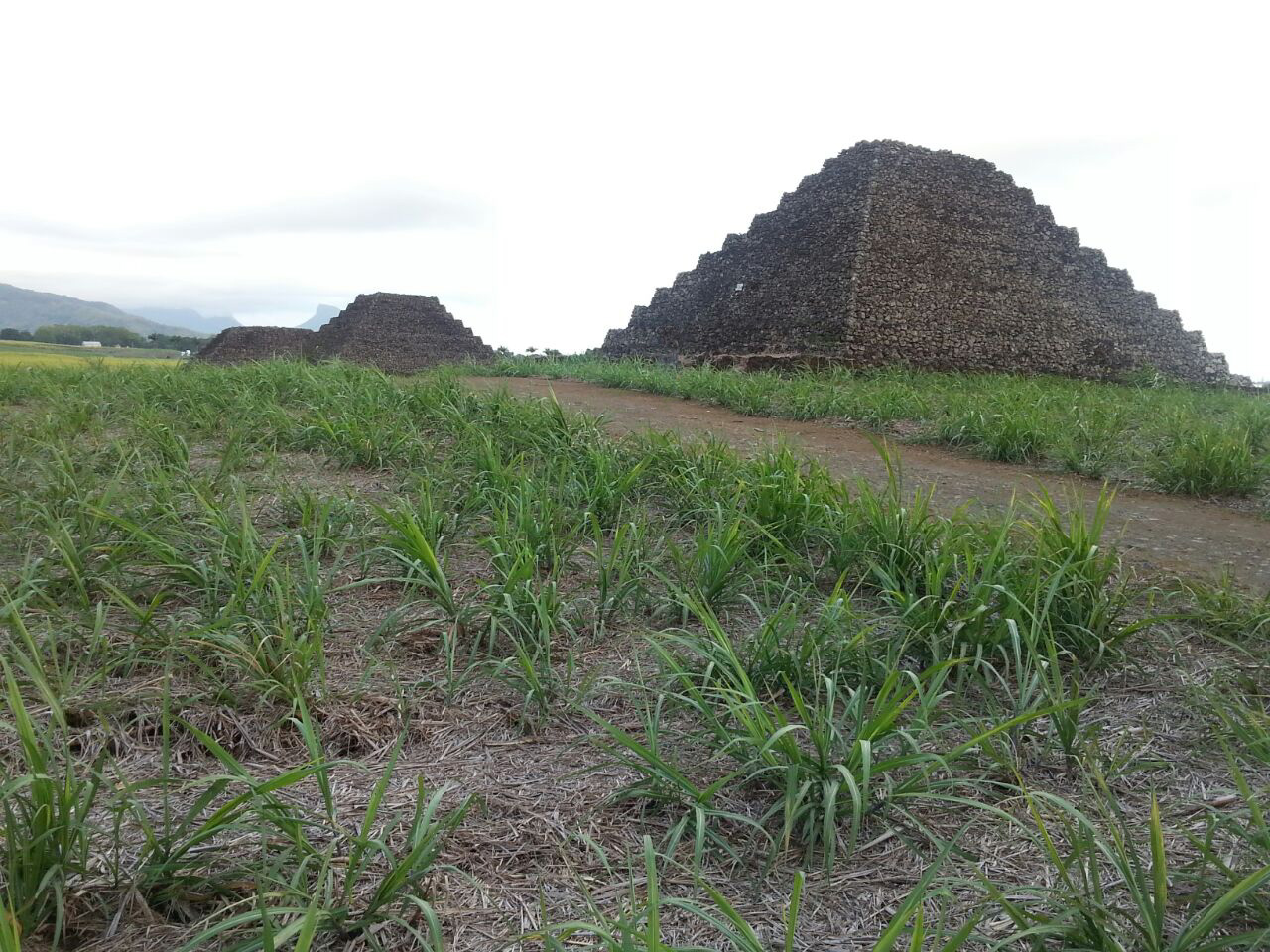

Die Pyramiden von Plaine Magnien befinden sich auf der gleichnamigen Ebene auf Mauritius. Es handelt sich um sieben Stufenpyramiden aus Bruchsteinen eines regionalen Basalts.
In einem Artikel aus dem Jahr 2009 in der einheimischen Zeitung L’Express Dimanche wurden die Lokalhistoriker Guy Rouillard und Yvan Martial zitiert, die sagten, dass die Pyramiden 1944 errichtet wurden, als das Zuckerunternehmen Mon-Treasury-My-Desert (MTMD) das Land gekauft hatte.